# Игнатов, Макар Денисович
Мака́р Дени́сович Игна́тов (род. 21 июня 2000, Санкт-Петербург) — российский фигурист, выступающий в мужском одиночном катании. Серебряный призёр чемпионата России (2021), бронзовый призёр этапа Гран-при Rostelecom Cup (2019), двукратный победитель Финала Кубка России (2020, 2022) и этапа международной серии челленджер Nebelhorn Trophy (2019). Первый российский фигурист, исполнивший четыре четверных прыжка в одной программе.

## Карьера

### Начало карьеры
Макар Игнатов начал кататься на коньках в 2004 году. Первый тренер — Ирма Бухарцева, у которой юный фигурист занимался 3 года, освоил все двойные прыжки и считает, что база, заложенная под её руководством, помогает ему и сейчас. Его следующим тренером стала Наталья Голубева. Затем перешёл в группу Алексея Мишина. С юниорами в основном занимались его помощники Татьяна Мишина и Олег Татауров. Под их руководством освоил тройной аксель и начал изучать четверные прыжки, неоднократно становился призёром детских всероссийских соревнований, а также дебютировал на международном уровне, завоевав серебро турнира Rooster Cup и опередив другого россиянина Романа Савосина, который стал четвёртым.

### Травмы и двухлетняя пауза
Сезон 2013/2014 сложился менее удачно — ни одного призового места на всероссийских и крупных городских турнирах. Также по ходу сезона пришлось отказаться от попыток тройного акселя. Причиной стали проблемы со здоровьем, которые после завершения сезона только усилились. Из-за них фигурист пропустил сезоны 2014/2015 и 2015/2016. В основном его преследовали проблемы с коленями, но были и другие травмы. Одной из главных причин всех этих проблем был быстрый рост — за время паузы Макар Игнатов вырос более чем на 20 сантиметров.

### Сезон 2016—2017
В сезоне 2016–2017 Макар Игнатов вернулся в строй. Незадолго до этого он перешёл к новому тренеру, Евгению Рукавицыну, под руководством которого и готовился к сезону. На открытом Первенстве Москвы занял промежуточное 3 место в короткой программе, но провалил произвольную, опустившись на итоговое 16 место. Следующие турниры были более удачными, главными достижениями первой части сезона стали бронза международного турнира Coupe de Nice и победа на этапе Кубка России. Затем занял 4 место на Первенстве России среди юниоров, что соответствовало критериям отбора на чемпионат мира среди юниоров в качестве запасного, но не был включен в состав. Завершил сезон победой на Финале Кубка России по разряду кандидат в мастера спорта. И завоевал бронзовую медаль Спартакиады учащихся России. Планировал включить в произвольную программу четверной тулуп, начиная с Первенства России, но планы пришлось изменить из-за болезни.

### Сезон 2017—2018: первые международные юниорские старты
В сезоне 2017/2018 Макара Игнатова впервые включили на этапы Гран-при среди юниоров, где он завоевал серебро и бронзу, за счет чего отобрался в Финал. Затем он дебютировал на этапах серии Челленджер, где не смог завоевать медали. В Финале Гран-при среди юниоров остановился в шаге от пьедестала, став четвёртым. В декабре фигурист поучаствовал на взрослом чемпионате России, заняв 12 место, а в конце января на Первенстве России среди юниоров оказался лишь на шестой позиции, которая не позволила отобраться на чемпионат мира среди юниоров даже в качестве запасного. На этом сезон был завершён.

### Сезон 2018—2019: полученная травма и возвращение
В сезоне 2018/2019 вновь был заявлен на Гран-при среди юниоров, но не приехал на открытые прокаты юниоров в Новогорск и не выступил ни на одном из этапов. Причиной стала очередная травма, полученная на сборе в Латвии. Травма оказалась серьёзной — перелом кости в правой ноге. Возвращение состоялось на международном турнире Tallinn Trophy в юниорской категории, но прокаты получились неудачными. С каждым следующим турниром прогрессировал — вслед за бронзой на чемпионате Санкт-Петербурга, занял 4 место на гораздо более значимом и сильном по составу турнире, Финале Кубка России, благодаря этому был включен в резервный состав сборной России на следующий сезон. Завершил сезон уверенной победой на Финале Кубка Санкт-Петербурга с отрывом почти 50 баллов от ближайшего конкурента. Он чисто исполнил все прыжки в обеих программах, включая четверной сальхов, четверной тулуп и тройной аксель в каждой из них, а также два каскада из двух тройных прыжков в произвольной программе.

### Сезон 2019—2020: взрослый уровень
Сезон 2019/2020 начался для фигуриста в августе на контрольных прокатах сборной Санкт-Петербурга, где он, по словам тренера, не допустил ни единой ошибки. Затем на контрольных прокатах сборной России обойтись без ошибок не удалось, но прокаты получились хорошими, после чего его включили в состав на турнир серии Челленджер Nebelhorn Trophy и на этап Гран-при Rostelecom Cup. Но он по результатам прошлого сезона не мог рассчитывать на этап Гран-при, но получил так называемую «домашнюю квоту», которую распределяет федерация страны-хозяйки этапа по своему усмотрению. На контрольных прокатах после них фигуриста беспокоила нога, но он быстро восстановился и выиграл Nebelhorn Trophy, несмотря на неудачно исполненную короткую программу. По правилам Международного союза конькобежцев победитель турнира серии Челленджер становится одним из претендентов на право в участии в этапах Гран-при, в случае снятия кого-то из участников. Так и произошло с Макаром Игнатовым — организаторы NHK Trophy включили его в состав, после снятие другого российского фигуриста, Михаила Коляды.
Следующим этапом Гран-при стал российский, и фигурист с первой попытки взял бронзовую медаль, уступив лишь  Александру Самарину и Дмитрию Алиеву. На NHK Trophy выступить столь же хорошо не удалось — только 7 место.
На чемпионате России выиграл короткую программу, но опустился на 4 место по сумме двух программ. Он был включен в состав на чемпионат Европы в качестве запасного и не принял в нём участие. Затем также как запасной, был включен в состав на чемпионат мира. 16 апреля 2020 года чемпионат мира был окончательно отменен. За Сезон завершил уверенной победой в Финале Кубка России с отрывом почти 45 баллов от соперника.

### Сезон 2020—2021
На сезон 2020/2021 был включен в основной состав взрослой сборной России. Подготовка к сезону началась позже обычного из-за ограничений, введенных в связи с пандемией коронавируса, но фигурист смог поехать на сборы в Кисловодск в начале июня. 7 июня он приступил к тренировкам под руководством своего тренера Евгения Рукавицына.

## Техника
По мнению одного из прежних тренеров Макара Игнатова Татьяны Мишиной, он всегда отличался артистизмом и хорошими прыжковыми данными. Имеет высокий для одиночного катания рост — 183 сантиметра. Немногие фигуристы с таким ростом владеют четверными прыжками, а тех, кто владеет, обычно отличает повышенная нестабильность и результатов, и исполнения сложных прыжков. Он достаточно стабильно исполняет на соревнованиях четверной сальхов, четверной тулуп и тройной аксель, что является большой редкостью для фигуристов такого роста. На тренировках также прыгает четверной лутц и четверной риттбергер. Реализации потенциала мешают проблемы с травмами, которые начались ещё в детстве.
Одной из слабых сторон является выносливость. Сам фигурист неоднократно упоминал это в интервью. Также у него есть проблемы с вращениями, часто приводящие к потере уровней, иногда к падениям. Игнатов называл вращения «камнем преткновения».

## Программы
| Программы Макара Игнатова | Программы Макара Игнатова                                                                             | Программы Макара Игнатова                                                                               |
| Сезон                     | Короткая программа                                                                                    | Произвольная программа                                                                                  |
| ------------------------- | --- | --- |
| 2022—2023                 | - «So Far» Оулавюр Арнальдс хореография: Никита Михайлов                                              | - «Великий Гэтсби» (саундтрек) хореография: Никита Михайлов                                             |
| 2021—2022                 | - «Iron Sky» Паоло Нутини хореография: Ольга Глинка и Валентин Молотов                                | - «Концерт для фортепиано с оркестром № 1» Пётр Чайковский хореография: Ольга Глинка и Валентин Молотов |
| 2020–2021                 | - «I Can’t Go On Without You» Kaleo                                                                   | - «Je Suis Malade» Франческо ди Челло                                                                   |
| 2019—2020                 | - «In This Shirt» The Irrepressibles                                                                  | - «Remember» (саундтрек из «Троя») Джеймс Хорнер в исполнении Джоша Гробана                             |
| 2018–2019                 | - «Привидение» Брюс Джоэл Рубин, Дейв Стюарт, Глен Баллард - «Unchained Melody» Алекс Норт, Хай Зарет | - «Remember» (саундтрек из «Троя») Джеймс Хорнер в исполнении Джоша Гробана                             |
| 2016—2018                 | - «Per Te» в исполнении Джоша Гробана                                                                 | - «Концерт для фортепиано с оркестром соч. 20» Александр Скрябин                                        |
| 2013—2014                 | | - «Ромео и Джульетта» (саундтрек) Крэйг Армстронг - «Farewell To Home» Патрик Хос                       |
| 2012—2013                 | - «Beethoven» Trans-Siberian Orchestra                                                                | - «Ромео и Джульетта» (саундтрек) Крэйг Армстронг - «Farewell To Home» Патрик Хос                       |

## Спортивные достижения
| Соревнование                        | 08/09         | 09/10         | 10/11         | 11/12         | 12/13         | 16/17         | 17/18         | 18/19         | 19/20         | 20/21         | 21/22         | 22/23         | 23/24         | 24/25         |
| Международные                       | Международные | Международные | Международные | Международные | Международные | Международные | Международные | Международные | Международные | Международные | Международные | Международные | Международные | Международные |
| ----------------------------------- | ------------- | ------------- | ------------- | ------------- | ------------- | ------------- | ------------- | ------------- | ------------- | ------------- | ------------- | ------------- | ------------- | ------------- |
| Этапы Гран-при: Rostelecom Cup      |               |               |               |               |               |               |               |               | 3             | 7             |               |               |               |               |
| Этапы Гран-при: NHK Trophy          |               |               |               |               |               |               |               |               | 7             |               | 4             |               |               |               |
| Этапы Гран-при: Skate Canada        |               |               |               |               |               |               |               |               |               |               | 4             |               |               |               |
| Nebelhorn Trophy                    |               |               |               |               |               |               |               |               | 1             |               |               |               |               |               |
| Мемориал Дениса Тена                |               |               |               |               |               |               |               |               | 2             |               |               |               |               |               |
| Ice Star                            |               |               |               |               |               |               | 5             |               |               |               |               |               |               |               |
| Кубок Таллина                       |               |               |               |               |               |               | 7             |               |               |               |               |               |               |               |
| Кубок Ниццы                         |               |               |               |               |               | 3             | 9             |               |               |               |               |               |               |               |
| Золотой конёк Загреба               |               |               |               |               |               |               |               |               | 3             |               |               |               |               |               |
| Международные среди юниоров         |               |               |               |               |               |               |               |               |               |               |               |               |               |               |
| Финал юниорского Гран-при           |               |               |               |               |               |               | 4             |               |               |               |               |               |               |               |
| Этапы юниорского Гран-при: Хорватия |               |               |               |               |               |               | 3             |               |               |               |               |               |               |               |
| Этапы юниорского Гран-при: Латвия   |               |               |               |               |               |               | 2             |               |               |               |               |               |               |               |
| Кубок Таллина                       |               |               |               |               |               |               |               | 4             |               |               |               |               |               |               |
| Rooster Cup                         |               |               |               | 2 нов.        |               |               |               |               |               |               |               |               |               |               |
| Национальные                        |               |               |               |               |               |               |               |               |               |               |               |               |               |               |
| Чемпионат России                    |               |               |               |               |               |               | 12            |               | 4             | 2             | 10            | 7             |               | 6             |
| Первенство России среди юниоров     |               |               |               |               |               | 4             | 6             |               |               |               |               |               |               |               |
| Первенство России (младший возраст) | 18            | 3             | 2             | 6             | 4             |               |               |               |               |               |               |               |               |               |
| Финал Кубка России                  |               |               |               |               |               | 1 юн.         |               | 4             | 1             | 8             | 1             |               |               |               |
| Этапы Кубка России. I этап          |               |               |               |               |               |               | 3             |               |               | 3             |               |               |               |               |
| Этапы Кубка России. II этап         |               |               |               | 1 юн.         |               | 4 юн.         |               |               |               |               |               |               |               |               |
| Этапы Кубка России. III этап        |               |               |               | 11 юн.        | 5 юн.         |               |               |               |               |               |               |               |               |               |
| Этапы Кубка России. IV этап         |               |               |               |               |               | 1 юн.         |               |               |               | 3             |               |               |               |               |
| Этапы Кубка России. V этап          |               |               |               |               | 9 юн.         |               |               |               |               |               |               |               |               |               |
| Этапы Гран-при России. IV этап      |               |               |               |               |               |               |               |               |               |               |               | 5             |               |               |
| Этапы Гран-при России. VI этап      |               |               |               |               |               |               |               |               |               |               |               | 5             |               |               |
| Чемпионат России по прыжкам         |               |               |               |               |               |               |               |               |               |               |               | 7             |               |               |
| Национальные командные              |               |               |               |               |               |               |               |               |               |               |               |               |               |               |
| Кубок Первого канала                |               |               |               |               |               |               |               |               |               | 1             | 1             | 2             |               |               |
| Чемпионат России по прыжкам         |               |               |               |               |               |               |               |               |               |               |               | 1             |               |               |
| нов. — новисы, юн. — юниоры         |               |               |               |               |               |               |               |               |               |               |               |               |               |               |

### Подробные результаты
| Подробные результаты выступлений Макара Игнатова с 2012 по 2022 годы | Подробные результаты выступлений Макара Игнатова с 2012 по 2022 годы | Подробные результаты выступлений Макара Игнатова с 2012 по 2022 годы | Подробные результаты выступлений Макара Игнатова с 2012 по 2022 годы | Подробные результаты выступлений Макара Игнатова с 2012 по 2022 годы |
| Сезон 2021—2022                                                      | Сезон 2021—2022                                                      | Сезон 2021—2022                                                      | Сезон 2021—2022                                                      | Сезон 2021—2022                                                      |
| Дата                                                                 | Соревнование                                                         | КП                                                                   | ПП                                                                   | Сумма                                                                |
| -------------------------------------------------------------------- | -------------------------------------------------------------------- | -------------------------------------------------------------------- | -------------------------------------------------------------------- | -------------------------------------------------------------------- |
| 23–27 февраля 2022 г.                                                | Финал Кубка России 2022                                              | 3 83,06                                                              | 1 176,79                                                             | 1 259,85                                                             |
| 21–26 декабря 2021 г.                                                | Чемпионат России 2022                                                | 3 95,84                                                              | 14 154,93                                                            | 10 250,77                                                            |
| 12–14 ноября 2021 г.                                                 | NHK Trophy 2021                                                      | 4 90,54                                                              | 4 166,66                                                             | 4 257,20                                                             |
| 29–31 октября 2021 г.                                                | Skate Canada 2021                                                    | 4 89,79                                                              | 5 154,38                                                             | 4 244,17                                                             |
| Сезон 2020—2021                                                      |                                                                      |                                                                      |                                                                      |                                                                      |
| Дата                                                                 | Соревнование                                                         | КП                                                                   | ПП                                                                   | Сумма                                                                |
| 26 февраля – 2 марта 2021 г.                                         | Финал Кубка России 2021                                              | 7 84,66                                                              | 7 148,99                                                             | 8 233,65                                                             |
| 5–7 февраля 2021 г.                                                  | Кубок Первого канала                                                 | 2 99,81                                                              | 3 176,43                                                             | 1К/3Л 276,24                                                         |
| 22–27 декабря 2020 г.                                                | Чемпионат России 2021                                                | 2 98,30                                                              | 3 167,07                                                             | 2 265,37                                                             |
| 20–22 ноября 2020 г.                                                 | Rostelecom Cup 2020                                                  | 4 91,82                                                              | 7 168,96                                                             | 7 260,78                                                             |
| 08–12 ноября 2020 г.                                                 | Этапы Кубка России. IV этап — Казань                                 | 3 89,14                                                              | 4 158,55                                                             | 3 247,69                                                             |
| 18–22 сентября 2020 г.                                               | Этап Кубка России. I этап — Сызрань                                  | 2 81,82                                                              | 3 135,64                                                             | 3 217,46                                                             |
| Сезон 2019—2020                                                      |                                                                      |                                                                      |                                                                      |                                                                      |
| Дата                                                                 | Соревнование                                                         | КП                                                                   | ПП                                                                   | Сумма                                                                |
| 18–22 февраля 2020 г.                                                | Финал Кубка России 2020                                              | 1 98,45                                                              | 1 176,05                                                             | 1 273,50                                                             |
| 24–29 декабря 2019 г.                                                | Чемпионат России 2020                                                | 1 88,88                                                              | 4 160,58                                                             | 4 249,46                                                             |
| 4–7 декабря 2019 г.                                                  | Золотой конёк Загреба 2019                                           | 8 72,66                                                              | 2 156,56                                                             | 3 229,22                                                             |
| 22–24 ноября 2019 г.                                                 | NHK Trophy 2019                                                      | 5 78,47                                                              | 8 143,98                                                             | 7 222,45                                                             |
| 15–17 октября 2019 г.                                                | Rostelecom Cup 2019                                                  | 3 87,54                                                              | 3 165,33                                                             | 3 252,87                                                             |
| 9–12 октября 2019 г.                                                 | Мемориал Дениса Тена 2019                                            | 4 72,80                                                              | 2 142,19                                                             | 2 214,99                                                             |
| 25–28 сентября 2019 г.                                               | Nebelhorn Trophy 2019                                                | 7 65,28                                                              | 1 155,23                                                             | 1 220,51                                                             |
| Сезон 2018—2019                                                      |                                                                      |                                                                      |                                                                      |                                                                      |
| Дата                                                                 | Соревнование                                                         | КП                                                                   | ПП                                                                   | Сумма                                                                |
| 26 ноября – 2 декабря 2018 г.                                        | Tallinn Trophy 2018                                                  | 2 64,69                                                              | 5 100,64                                                             | 4 165,33                                                             |
| Сезон 2017—2018                                                      |                                                                      |                                                                      |                                                                      |                                                                      |
| Дата                                                                 | Соревнование                                                         | КП                                                                   | ПП                                                                   | Сумма                                                                |
| 23–26 января 2018 г.                                                 | Первенство России среди юниоров 2018                                 | 5 74,79                                                              | 8 140,45                                                             | 6 215,24                                                             |
| 21–24 декабря 2017 г.                                                | Чемпионат России 2018                                                | 11 75,81                                                             | 10 141,44                                                            | 12 217,25                                                            |
| 7–10 декабря 2017 г.                                                 | Финал юниорского Гран-при 2017–2018                                  | 4 75,78                                                              | 4 136,21                                                             | 4 211,99                                                             |
| 21–26 ноября 2017 г.                                                 | Tallinn Trophy 2017                                                  | 8 65,40                                                              | 7 131,31                                                             | 7 196,71                                                             |
| 26–29 октября 2017 г.                                                | Ice Star 2017                                                        | 7 71,68                                                              | 5 144,65                                                             | 5 216,33                                                             |
| 11–15 октября 2017 г.                                                | Cup of Nice 2017                                                     | 8 69,95                                                              | 9 125,52                                                             | 9 195,47                                                             |
| 27–30 сентября 2017 г.                                               | Этап Гран-при среди юниоров: Хорватия                                | 4 72,00                                                              | 1 147,22                                                             | 3 219,22                                                             |
| 6–9 сентября 2017 г.                                                 | Этап Гран-при среди юниоров: Латвия                                  | 2 64,95                                                              | 2 131,93                                                             | 2 196,88                                                             |
| Сезон 2016—2017                                                      |                                                                      |                                                                      |                                                                      |                                                                      |
| Дата                                                                 | Соревнование                                                         | КП                                                                   | ПП                                                                   | Сумма                                                                |
| 1–5 февраля 2017 г.                                                  | Первенство России среди юниоров 2017                                 | 5 77,55                                                              | 3 152,99                                                             | 4 230,54                                                             |
| 22–24 сентября 2016 г.                                               | Cup of Nice 2016                                                     | 3 67,94                                                              | 3 131,45                                                             | 3 199,39                                                             |
| Сезон 2011—2012                                                      |                                                                      |                                                                      |                                                                      |                                                                      |
| Дата                                                                 | Соревнование                                                         | КП                                                                   | ПП                                                                   | Сумма                                                                |
| 26–29 апреля 2012 г.                                                 | Rooster Cup 2012                                                     | 4 37,34                                                              | 1 81,98                                                              | 2 119,32                                                             |
| 5–7 февраля 2012 г.                                                  | Первенство России среди юниоров 2012                                 | 10 56,85                                                             | 9 113,08                                                             | 10 169,93                                                            |

## Личная жизнь
В июне 2024 года объявил о помолвке с фигуристкой Александрой Трусовой. 17 августа того же года пара сыграла свадьбу. 
22 марта 2025 года на турнире шоу-программ среди фигуристов «Русский вызов» Игнатов и Трусова объявили, что ждут ребёнка. 6 августа 2025 года у пары родился сын Михаил.